# Embuscade d'Inkadogotane
Guerre du Mali
Batailles
L'embuscade d'Inkadogotane a lieu le 9 juillet 2017, lors de la guerre du Mali. 

## Déroulement
Le 9 juillet 2017, un convoi de huit véhicules de l'armée malienne tombe dans une embuscade à une soixantaine de kilomètres au sud de Ménaka, près de la frontière avec le Niger,. Il se serait retrouvé coincé entre une dune et une mare. Les militaires maliens regagnent ensuite Ménaka avec des blessés, mais plusieurs soldats et plusieurs véhicules sont portés disparus.
Après l'attaque, des soldats français de l'Opération Barkhane arrivent à Ménaka.
L'attaque est revendiquée le 12 janvier 2018 par l'État islamique dans le Grand Sahara, dirigé par Adnane Abou Walid al-Sahraoui,,,.

## Pertes
Au soir de l'embuscade, le bilan est incertain : officiellement une dizaine de soldats maliens sont portés disparus et quatre véhicules ont été détruits,. Un journal malien, Le Procès-verbal, évoque même jusqu'à 29 soldats manquant à l'appel.
Après avoir marché plusieurs heures dans le désert, deux soldats maliens parviennent à regagner Ménaka le 11 juillet. Le 13 juillet, une source militaire de l'AFP indique que le bilan est passé à trois morts et cinq disparus dans les rangs de l'armée. Selon le ministère malien de la Défense, les djihadistes ont également eu des morts lors du combat.
Finalement, le 17 juillet, les corps de huit soldats maliens tués par balles sont retrouvés dans la localité d'Inkadogotane, à soixante kilomètres au sud de Ménaka ; ils sont enterrés le même jour,,. Ils pourraient avoir été victimes d'exécutions sommaires,.